# Wenzel von Wurm

Wurm als Generalmajor

Wenzel Wurm, ab 1917 Freiherr von Wurm (* 27. Februar 1859 in Karolinenthal, heute als Karlín ein Stadtteil von Prag; † 21. März 1921 in Wien) war Generaloberst der österreichisch-ungarischen Armee.

## Familie
Wurm war der Sohn eines Oberleutnants in der k.u.k. Armee. Am 1. Mai 1886 heiratete er Irene Mezner aus Prag, mit der er zwei Töchter hatte. Eine der beiden starb jedoch schon als Kleinkind. Als Irene 1895 starb, nahm er Maria Natieska zu seiner zweiten Frau, die wiederum eine Tochter zur Welt brachte.

## Leben

### Ausbildung und Karriere vor dem Krieg
Nach der Oberrealschule trat Wurm 1875 in die Genieabteilung der Technischen Militärakademie in Wien ein, die er mit ausgezeichnetem Erfolg absolvierte. Nach dem Abschluss wurde er am 24. April 1879 als Leutnant in das 1. Genieregiment beordert. Danach besuchte er von 1883 bis 1885 die Kriegsschule in Wien und wurde anschließend als Oberleutnant zum Generalstab transferiert. Während seines Truppendienstes bei der 58. und 24. Infanteriebrigade wurde er zum Hauptmann im Generalstab befördert. Am 1. November 1894 avancierte Wurm zum Major, und nach einem kurzen Truppendienst beim Infanterieregiment Nr. 75 wurde er Chef des Generalstabs der 14. Infanteriedivision in Preßburg. Im März 1895 wurde er in die 5. Abteilung des Kriegsministeriums versetzt, wo er zwei Jahre lang den Dienst versah. Zum Oberstleutnant wurde er am 1. Mai 1897 befördert und versah nun den Truppendienst beim Infanterieregiment Nr. 76. Im Jahr 1900 kehrte er als Chef des Generalstabs des V. Korps nach Preßburg zurück, und am 1. November desselben Jahres stieg er in den Rang eines Obersts auf. Gemeinsam mit seiner Beförderung zum Generalmajor am 1. November 1906 erhielt er das Kommando über die 37. Infanteriebrigade in Pilsen. Im Februar 1910 wurde er Kommandant der 19. Infanteriedivision in Pilsen, gefolgt von der Beförderung zum Feldmarschallleutnant am 1. November. Auf diesem Posten blieb er bis in den Februar 1914, als er das Kommando über das XVI. Korps in Ragusa (heute Dubrovnik) erhielt.

### Erster Weltkrieg

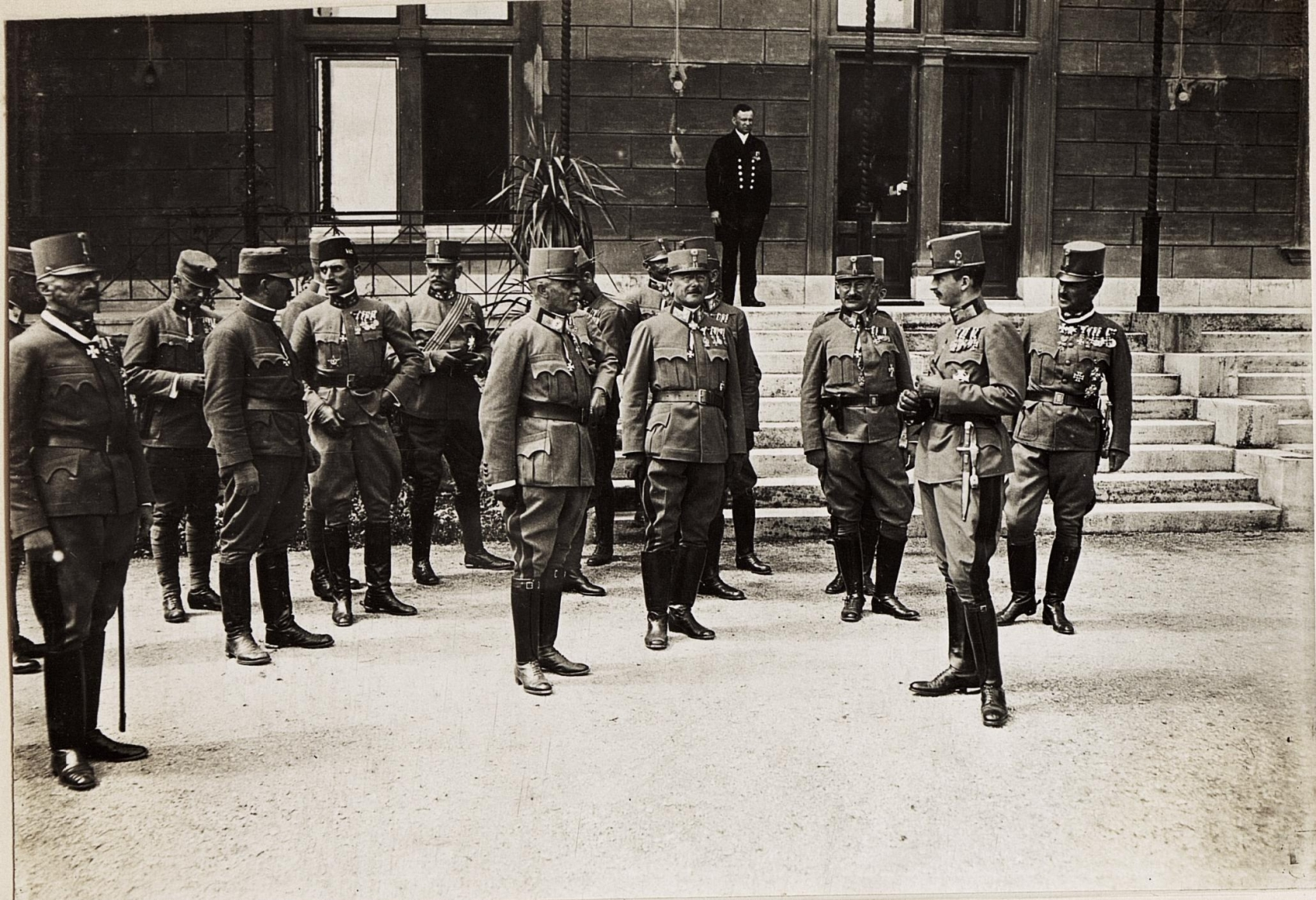
180. Promotion des Militär-Maria-Theresien-Ordens am 17. August 1917 in der Villa Wartholz (in der Mitte, mit Blick zum Kaiser, Wenzel von Wurm)

Als der Erste Weltkrieg begann, wurde Wurm am 1. August 1914 (7. November 1914) zum Feldzeugmeister befördert und erhielt das Kommando über das XVI. Korps, welches Teil der 6. Armee am serbischen Kriegsschauplatz war. Während der ersten Offensive im August 1914 marschierten seine Truppen durch den Sandschak bis Uvac, überquerten dann im September nach dem allgemeinen Rückzug abermals die Drina und eroberten eine strategisch sehr wichtige Position bei Jagodna, die sie auch gegen starke serbische Gegenangriffe hielten. Im November wurde eine neuerliche Offensive gegen Serbien auf breiter Front gestartet, in der Wurms Korps die Stadt Valjevo einnahm. Trotz der schlechten Versorgungslage (aufgrund schlechten Wetters und dem Mangel an brauchbaren Straßen) der österreichisch-ungarischen Armeen forderte Wurm als einziger hoher Befehlshaber weitere Angriffe, da auch sein kommandierender General Feldzeugmeister Potiorek schnell zählbare Erfolge benötigte. Nachdem jedoch serbische Reserven an die Front herangeführt wurden, brach die gesamte Offensive zusammen und führte zum blutigen und eiligen Rückzug. Als Folge dieser Niederlage legte Potiorek sein Kommando nieder, da er die gesamte Verantwortung auf sich nahm. Wurm selbst kam in den Ruf, ein gegenüber seinen Truppen rücksichtsloser Kommandant zu sein, dem man später auch schlechte Menschenführung vorwarf.

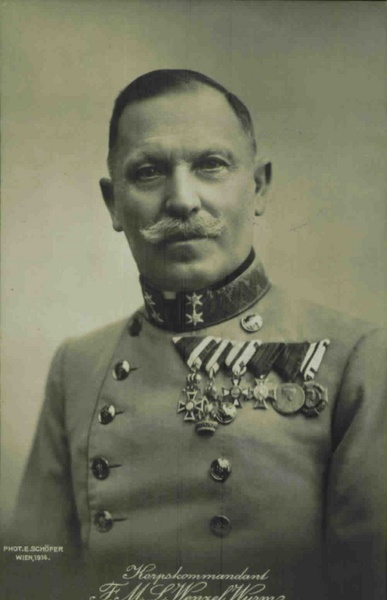
Generaloberst Wurm als Befehlshaber der 1. Isonzoarmee

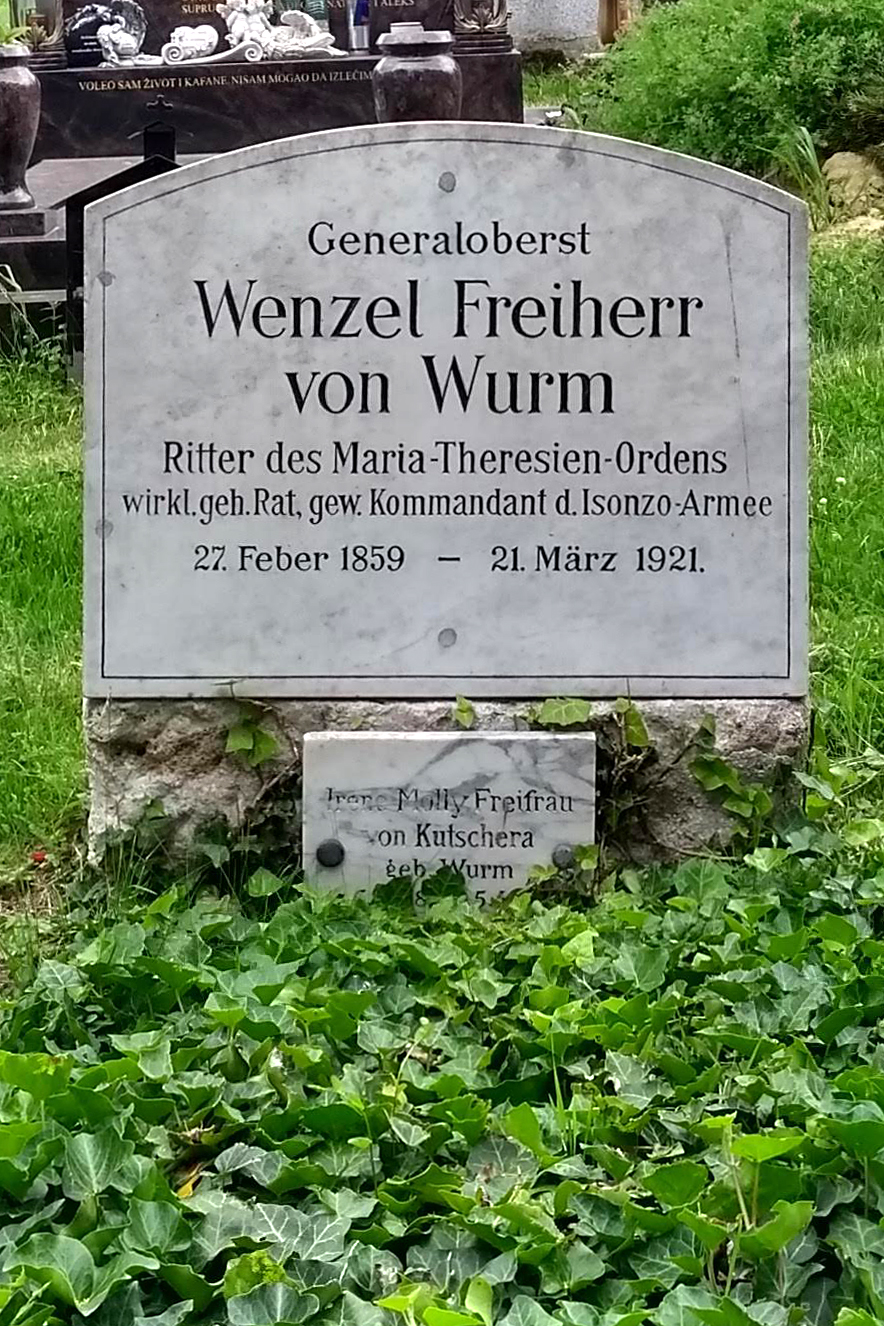
Grabstätte von Wenzel von Wurm auf dem Wiener Zentralfriedhof

Als Italien Österreich-Ungarn am 23. Mai 1915 den Krieg erklärte, lag das XVI. Korps von Wurm in Syrmien. Er bekam den Auftrag, die italienischen Kräfte so schnell wie möglich zum Stehen zu bringen. Er stellte seine Truppen westlich von Görz entlang des Isonzo auf, und nicht wie befohlen in den höher gelegenen Gebieten weiter im Osten. Dies war die Basis für die folgenden vier erfolgreichen Abwehrschlachten der k.u.k. Armee und brachte dem Feldzeugmeister einige Ehrungen und Auszeichnungen ein, unter anderem den Titel eines Geheimen Rates am 16. März 1916.
Im Sommer 1917 übernahm er das Kommando über die 4. Armee in Wolhynien, gefolgt durch seine Beförderung zum Generaloberst am 1. August 1917 (10. August 1917) Für seine Leistungen am italienischen Kriegsschauplatz wurde er schließlich mit dem Militär-Maria-Theresien-Orden ausgezeichnet, den er zusammen mit 24 anderen Trägern anlässlich der 180. Promotion des Maria-Theresia-Ordens am 17. August 1917 durch Kaiser Karl in der Villa Wartholz erhielt. Aufgrund der Ordensstatuten wurde Wurm außerdem in den Freiherrenstand erhoben.
Schon am 23. August 1917 wurde ihm schon wieder eine neue Aufgabe übertragen, indem man ihn als Kommandant der 1. Isonzoarmee am italienischen Kriegsschauplatz einsetzte. Nach dem erfolgreichen Durchbruch bei Flitsch-Tolmein überquerten seine Truppen den Isonzo und gelangten bis zum unteren Piave. Schließlich nahm Wurm mit seinen Truppen im Juni 1918 noch an der letzten großen österreichisch-ungarischen Offensive gegen Italien teil. Nachdem einige Truppenteile den Piave übersetzen konnten, musste man sich dennoch wieder in die Ausgangsstellungen zurückziehen.
Am 1. Dezember 1918 wurde Generaloberst Freiherr von Wurm pensioniert und starb 1921 in Wien. Seine ehrenhalber gewidmete Grabstätte befindet sich auf dem Wiener Zentralfriedhof (Tor 2, Gruppe 48B, Reihe 3, Nr. 16).

## Auszeichnungen
- Militärverdienstkreuz im Dezember 1898
- Orden der Eisernen Krone III. Klasse am 24. März 1904
- Ritterkreuz des Leopold-Ordens am 24. September 1912
- Großkreuz des Ordens der Eisernen Krone mit Kriegsdekoration am 15. Oktober 1914
- Leopold-Orden I. Klasse mit Kriegsdekoration und Schwerter am 29. Juni 1915
- Militär-Verdienstmedaille in Bronze, auch Signum Laudis genannt, mit Kriegsdekoration und Schwerter am 2. März 1916
- Großkreuz des Leopold-Ordens mit Kriegsdekoration und Schwerter am 2. Juni 1917
- Ritterkreuz des Maria-Theresien-Ordens am 17. August 1917
- Militärverdienstkreuz I. Klasse mit Kriegsdekoration und Schwerter am 5. November 1917
- Eisernes Kreuz (1914) II. und I. Klasse im Jahre 1918
- Osmanischer Osmanje-Orden I. Klasse mit Kriegsdekoration im Jahre 1918
- Osmanische Kriegsmedaille Eiserner Halbmond im Jahre 1918